# 주판

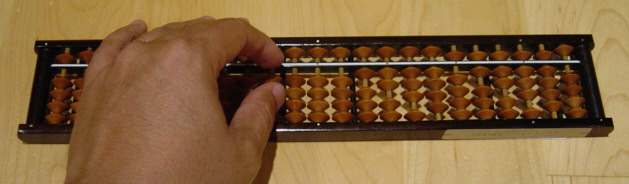
주판

주판(籌板, 珠板, abacus) 또는 수판(數板)은 계산을 하기 위한 도구로, 손으로 막대나 줄에 끼워놓은 주판알을 튕겨서 조작한다. 고대에서부터 사용된 계산용 도구로 인도-아라비아 숫자가 도입되기 전 수천 년 동안 고대 근동·유럽·중국·러시아 등을 포함한 전세계 곳곳에서 광범위하게 사용되었다.
직사각형 모습으로 틀을 만든 2차원 공간에 주판알을 줄에 꿰어서 진열한 형태를 하고 있다. 초기에는 평평한 판에 홈을 파서 주판알을 움직이는 형태도 있었으나 점차 틀만 만들어 놓고 막대에 묶어서 튕기는 방식을 사용하게 되어 신속한 조작이 가능하게끔 개선되었다.
주판을 쓰는 계산법을 주산(籌算, 珠算)이라 한다. 1개의 윗알은 5를, 4개의 아랫알은 하나당 1을 뜻한다. 대한민국에서는 부기와 더불어 주산이 상업고등학교의 교과목 중 하나였다.

## 역사
고대 메소포타미아 지방에서 만들어졌으며, 후에 중국으로 전래되었고 이윽고 중국의 주판이 중국에서 한국으로 전래한 것은 1400년경이다. 본래 윗알 1개 · 아랫알 5개로 이루어져 있었으나, 1930년대에 일본에서 처음 선보인 윗알 1개 · 아랫알 4개로 이루어진 주판을 들여와 사용하고 있다.

## 용도
금융권에 컴퓨터가 도입되지 않았던 1990년 이전에는 은행 등에서 주판을 많이 사용했다. 그러나 컴퓨터의 도입 후 주판은 완전히 사라졌다.
주판은 어린이들에게 수의 개념을 가르치기 위한 교육용으로 주로 이용되고 있다. 그러나 평소 암산에 능통했던 노벨물리학상 수상자 리처드 파인만은, 주판을 이용한 계산에 통달하는 것은 단지 기계적인 훈련에 불과하며, 수를 아는 데 아무런 도움이 되지 않는다고 비판하기도 했다.

## 제조 업체
대한민국에서 주판을 제조하는 업체는 여러 곳이 있으나, 시장 규모가 워낙 작아 모두 영세한 수준이다.

## 같이 보기
- 암산